# Kustbatterij (Willemstad)
Kustbatterij, Kustbaterij – osada (buurt)  w dzielnicy Steenrijk miasta Willemstad, w dystrykcie Willemstad, w kraju autonomicznym Curaçao, należącym do Holandii, w Ameryce Południowej. 20 października 2023 r. liczyła 852 mieszkańców. Zarówno pod względem powierzchni jak i liczby mieszkańców jest najmniejszą osadą w dzielnicy.